# Eigenraum
Eigenraum ist ein Begriff aus der linearen Algebra. Er bezeichnet die lineare Hülle der Eigenvektoren zu einem bestimmten Eigenwert eines Endomorphismus. Die Eigenvektoren – zusammen mit dem Nullvektor – spannen damit einen Untervektorraum auf.
Eine Verallgemeinerung des Eigenraums ist der Hauptraum. Hat ein Eigenwert die algebraische Vielfachheit 1, so sind für diesen Eigenwert Eigenraum und Hauptraum gleich.

## Definition
Sei {\displaystyle V} ein Vektorraum über einem Körper {\displaystyle K} und {\displaystyle \varphi \in \operatorname {End} (V)} ein Endomorphismus, das heißt eine lineare Abbildung {\displaystyle \varphi \colon V\to V}. Der Eigenraum {\displaystyle E(\lambda )} zum Eigenwert {\displaystyle \lambda } von {\displaystyle \varphi } ist dann
{\displaystyle {\begin{aligned}E(\lambda )&:=\operatorname {Kern} (\varphi -\lambda \operatorname {id} _{V})\\&=\left\{v\in V\mid \varphi (v)=\lambda v\right\}\\&=\left\{v\in V\mid v\neq 0,\ \varphi (v)=\lambda v\right\}\cup \left\{0\right\}\end{aligned}}}
Dabei bezeichnet {\displaystyle \operatorname {id} _{V}} die Identitätsabbildung auf {\displaystyle V}. Mit anderen Worten, {\displaystyle E\left(\lambda \right)} ist die lineare Hülle der zu {\displaystyle \lambda } gehörigen Eigenvektoren. 
Man sagt dann auch, {\displaystyle E\left(\lambda \right)\subseteq V} ist invariant bezüglich des Endomorphismus {\displaystyle \varphi } oder {\displaystyle E\left(\lambda \right)} ist ein {\displaystyle \varphi }-invarianter Untervektorraum von {\displaystyle V}. Die Elemente {\displaystyle v} von {\displaystyle E\left(\lambda \right)} sind dann die Eigenvektoren zum Eigenwert {\displaystyle \lambda } von {\displaystyle \varphi }, sowie der Nullvektor. 

## Geometrische Vielfachheit
Die Dimension des Eigenraums {\displaystyle E\left(\lambda \right)} wird als geometrische Vielfachheit von {\displaystyle \lambda } bezeichnet. Sie ist dabei stets mindestens 1 und höchstens gleich der algebraischen Vielfachheit von {\displaystyle \lambda }. Wenn die Dimension des Eigenraums {\displaystyle E\left(\lambda \right)} größer als 1 ist, wird der Eigenwert entartet genannt,  anderenfalls heißt er nichtentartet.

## Eigenschaften
- Existiert ein Eigenwert {\displaystyle \lambda =0} von {\displaystyle \varphi }, so ist der zugehörige Eigenraum {\displaystyle E\left(\lambda \right)} gleich dem Kern von {\displaystyle \varphi }. Denn {\displaystyle \operatorname {Kern} \left(\varphi \right)=\left\{x\in V\mid \varphi \left(x\right)=0\right\}} und nach Definition des Eigenraumes: {\displaystyle E\left(0\right)=\left\{x\in V\mid \varphi \left(x\right)=0x=0\right\}}.

- Die Summe von Eigenräumen zu {\displaystyle n} paarweise verschiedenen Eigenwerten {\displaystyle \lambda _{1},\dotsc ,\lambda _{n}} von {\displaystyle \varphi } ist direkt:

{\displaystyle E(\lambda _{1})+\dots +E(\lambda _{n})=E(\lambda _{1})\oplus \dots \oplus E(\lambda _{n})}
- Gilt im obigen Fall {\displaystyle E(\lambda _{1})+\dots +E(\lambda _{n})=V}, so besitzt {\displaystyle V} eine Basis aus Eigenvektoren von {\displaystyle \varphi }. In diesem Fall ist jede Darstellungsmatrix {\displaystyle A} von {\displaystyle \varphi \in \operatorname {End} \left(V\right)} bezüglich einer Basis von {\displaystyle V} diagonalisierbar, das heißt die Darstellungsmatrix {\displaystyle A'} von {\displaystyle \varphi } bezüglich einer Basis von {\displaystyle V} aus Eigenvektoren von {\displaystyle \varphi } hat Diagonalgestalt. In der Hauptdiagonale von {\displaystyle A'} stehen dann die Eigenwerte von {\displaystyle \varphi }:

{\displaystyle A'={\begin{pmatrix}\lambda _{1}&0&\cdots &0\\0&\ddots &\ddots &\vdots \\\vdots &\ddots &\ddots &0\\0&\cdots &0&\lambda _{n}\end{pmatrix}}}
- Ist {\displaystyle V} ein Prähilbertraum und {\displaystyle \varphi \in \operatorname {End} (V)} selbstadjungiert, so sind die Eigenräume zu verschiedenen Eigenwerten paarweise zueinander orthogonal.